# Kokuryo Ippei
Kokuryo Ippei (國領 一平 Kokuryō Ippei, sinh ngày 31 tháng 7 năm 1993 ở Higashiōmi) là một cầu thủ bóng đá người Nhật Bản thi đấu cho Nagano Parceiro.

## Thống kê câu lạc bộ
Cập nhật đến ngày 23 tháng 2 năm 2017.
| Thành tích câu lạc bộ | Thành tích câu lạc bộ | Thành tích câu lạc bộ | Giải vô địch | Giải vô địch | Cúp                   | Cúp                   | Tổng cộng | Tổng cộng |
| Mùa giải              | Câu lạc bộ            | Giải vô địch          | Số trận      | Bàn thắng    | Số trận               | Bàn thắng             | Số trận   | Bàn thắng |
| Nhật Bản              | Nhật Bản              | Nhật Bản              | Giải vô địch | Giải vô địch | Cúp Hoàng đế Nhật Bản | Cúp Hoàng đế Nhật Bản | Tổng cộng | Tổng cộng |
| --------------------- | --------------------- | --------------------- | ------------ | ------------ | --------------------- | --------------------- | --------- | --------- |
| 2011                  | Kyoto Sanga           | J2 League             | 0            | 0            | 0                     | 0                     | 0         | 0         |
| 2012                  | Kyoto Sanga           | J2 League             | 0            | 0            | 0                     | 0                     | 0         | 0         |
| 2013                  | SP Kyoto FC           | JFL                   | 24           | 1            | 0                     | 0                     | 24        | 1         |
| 2014                  | SP Kyoto FC           | JFL                   | 12           | 0            | –                     | –                     | 12        | 0         |
| 2015                  | MIO Biwako Shiga      | JFL                   | 22           | 2            | 2                     | 0                     | 24        | 2         |
| 2016                  | Kyoto Sanga           | J2 League             | 10           | 0            | 1                     | 1                     | 11        | 1         |
| Tổng cộng sự nghiệp   | Tổng cộng sự nghiệp   | Tổng cộng sự nghiệp   | 68           | 3            | 3                     | 1                     | 71        | 4         |